# Paradetis porphyrias
Paradetis porphyrias là một loài bướm đêm trong họ Geometridae.